# The Narrows (Saint Kitts en Nevis)

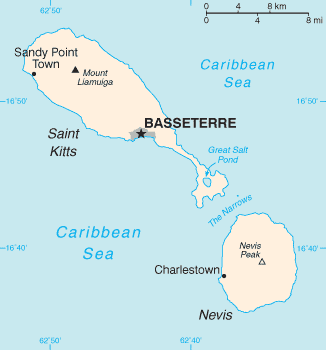
The Narrows scheidt Saint Kitts en Nevis

The Narrows is een zeestraat in de Caraïbische Zee, gelegen tussen de eilanden Saint Kitts en Nevis. De zeestraat, die zo'n 3,5 kilometer breed is, behoort tot de territoriale wateren van Saint Kitts en Nevis. Het eilandje Booby Island bevindt ongeveer halverwege de zeestraat.